# بي أو 105
بي أو 105 التسمية الكاملة (ميسرشميت-بولكو-بلوم بي أو 105) (بالإنجليزية: MBB Bo 105)‏ : تعتبر مروحيه خفيفة متعددة الاغراض والمهام، تم تطويرها من قبل شركات ميسرشميت-بولكو-بلوم الألمانية الغربية والتي تمثل مختصر MBB .وتم تطوير المروحية بالاساس للاغراض المدنية في عقد الستينيات من القرن العشرين.

ودخلت الخدمة في العام 1970 «بعض المصادر تقول 1972» لكن وبسبب قرراتها العاليه على المناورة وسرعه تسلقها العالي تم تطوير نسخة عسكرية منها.

المروحيه تصنع برخصه في عدة بلدان منها الفليبين وكوريا الجنوبيه واسبانيا وقد تم تصدير اعداد كبيرة منها «أكثر من 1500 مروحية» على الرغم من سعرها الغالي نسبيا «سعرها عام 1991 مثلا كان 1.86 مليون دولار» وتوقف خط انتاجها عام 2001 وتم تصنيع المروحية يوروكوبتر إي سي 135 بدلا منها.
شركة ميسرشميت-بولكو-بلوم أصبحت جزءا من شركة يوروكوبتر في عام 1991 ومن ثم تحولت يوروكوبتر إلى شركة ايرباص هليكوبترز عام 1992.

## المهام
الاستطلاع، النقل الخفيف، مضادة للدروع «حسب النسخ».

## المحرك
على الرغم من ان معظم المروحيات الخفيفه مزوده بمحرك واحد الا ان المروحية بي أو 105 مجهزه بمحركين نوع Allison 250-C20B ذات قوة 420 حصان لكل محرك
وإذا ما عطل أحد المحركين فان المروحيه تستطيع الطيران بمحرك واحد والهبوط بسلام وتتمتع المروحيه بقدرة مناوره كبيرة حتى ان بعض النسخ تم صنعها لاغراض الالعاب الجوية.

## التسليح
المروحية بي أو 105 تستطيع حمل 6 صواريخ مضاده للدروع من نوع هوت أو تاو مضادة للدروع وتعتبر أشهر نسخه للمروحيه متخصصه في هذه المهام هي النسخة (بي أي إج-1).ويمتلك الجيش الألماني 200 مروحية من هذه النسخة.

يمكن للمروحيه ان تحمل بودات لصاريخ غير موجهة. 

## المواصفات العامة
الطاقم: المروحية ذات طاقم من فردين كما يمكنها حمل 3 جنود بكامل تجهيزاتهم «علما ان بعض النسخ الاحدث تحمل 7 اشخاص بضمنهم الطاقم».

الحمولة: تستطيع المروحيه حمل حمولة داخليه ذات وزن 690 كغم أو حموله خارجيه بسلك قدرها 1200 كغم.

الطول: 11.9 متر.

قطر المروحه الرئيسيه: 9.8 متر.

الارتفاع: 3 متر.

الوزن فارغه: 1.2 طن.

الوزن الاقصى للإقلاع: 3.1 طن.

السرعة القصوى: 242 كم / الساعة.

اقصى ارتفاع: 3 كم.

المدى العملياتي: 555 كم.

## النسخ
وهي كثيره لكن سنعدد بعضها لاهميتها:

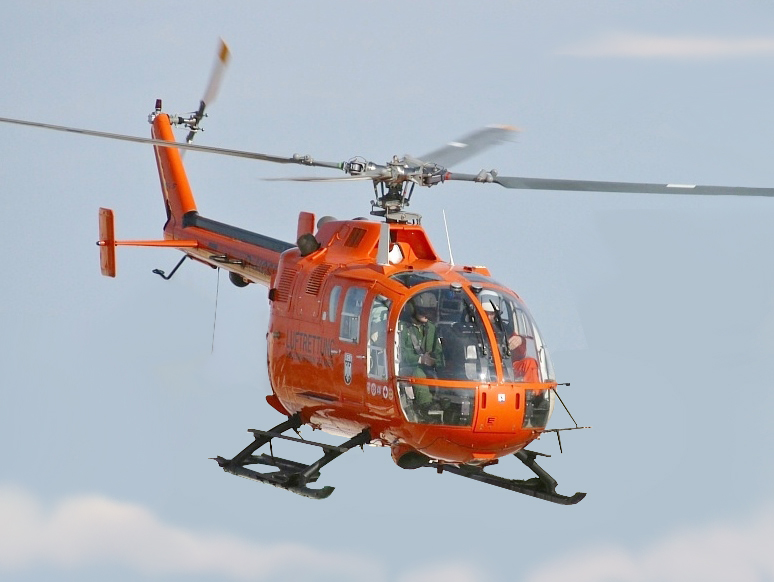

- النسخة (بي أو 105 أي): وهي أول نسخة مصنوعه للاستخدام المدني طورت عام 1970.

- النسخة (بي أو 105 سي): وهي من النسخ الاولية وزودت بمحرك احدث من النسخة (أي), طورت عام 1972.

- النسخة (بي أو 105 سي بي): وهي لاغراض الاستطلاع والنقل الخفيف ومزوده بمحرك احدث من النسخة (سي), طورت عام 1976.

- النسخة (بي أو 105 سي بي إس): وبدنها أطول ب 10 انج ومخصصه لاغراض الإسعاف الجوي.

- النسخة (بي أو 105 سي بي إس-5): وهي نسخة انقاذ.

- النسخة (بي أو 105 دي): وهي النسخة البريطانية.

- النسخة (بي أو 105 إس أي 1): بدن أطول وطورت عام 1984.

- النسخة (بي أو 105 إس أي 3): وتتمتع بزيادة وزن الإقلاع «زيادة الحمولة» وطورت عام 1986.

- النسخة (بي أو 105 إس أي 3 سوبر لفتر): طورت عام 1995 مع زيادة وزن الإقلاع.

- النسخة (بي أو 105 بي/ بي أي إج-1) والنسخة (بي أو 105 بي/ بي أي إج-1 أي 1): هي نسخة مسلحة ب 6 صواريخ هوت مضادة للدروع.

- النسخة (بي أو 105 إم): وهي نسخة استطلاعية ونقل خفيف.

- النسخة (بي أو 105 أي تي إج): وهي نسخة مضادة للدروع خاصه باسبانيا.

- النسخة (بي أو 105 جي إج إس): وهي نسخة مراقبة مسلحة خاصه باسبانيا.

- النسخة (بي أو 105 إل أو إج): وهي نسخة مراقبة خاصة باسبانيا.

- النسخة (بي أو 105 إم إس إس): وهي نسخة بحرية مع رادار بحث.

- النسخة (بي أو 105 إس): وهي نسخة بحث وانقاذ.

- النسخة (بي أو 105 كي إل إج): وهي نسخة مصنوعة بترخيص في كوريا الجنوبية.

- النسخة (بي أو 106): وهي نسخة ذات كابينة أكبر تتسع ل 7 افراد بضمنهم الطاقم.

## البلدان المالكة

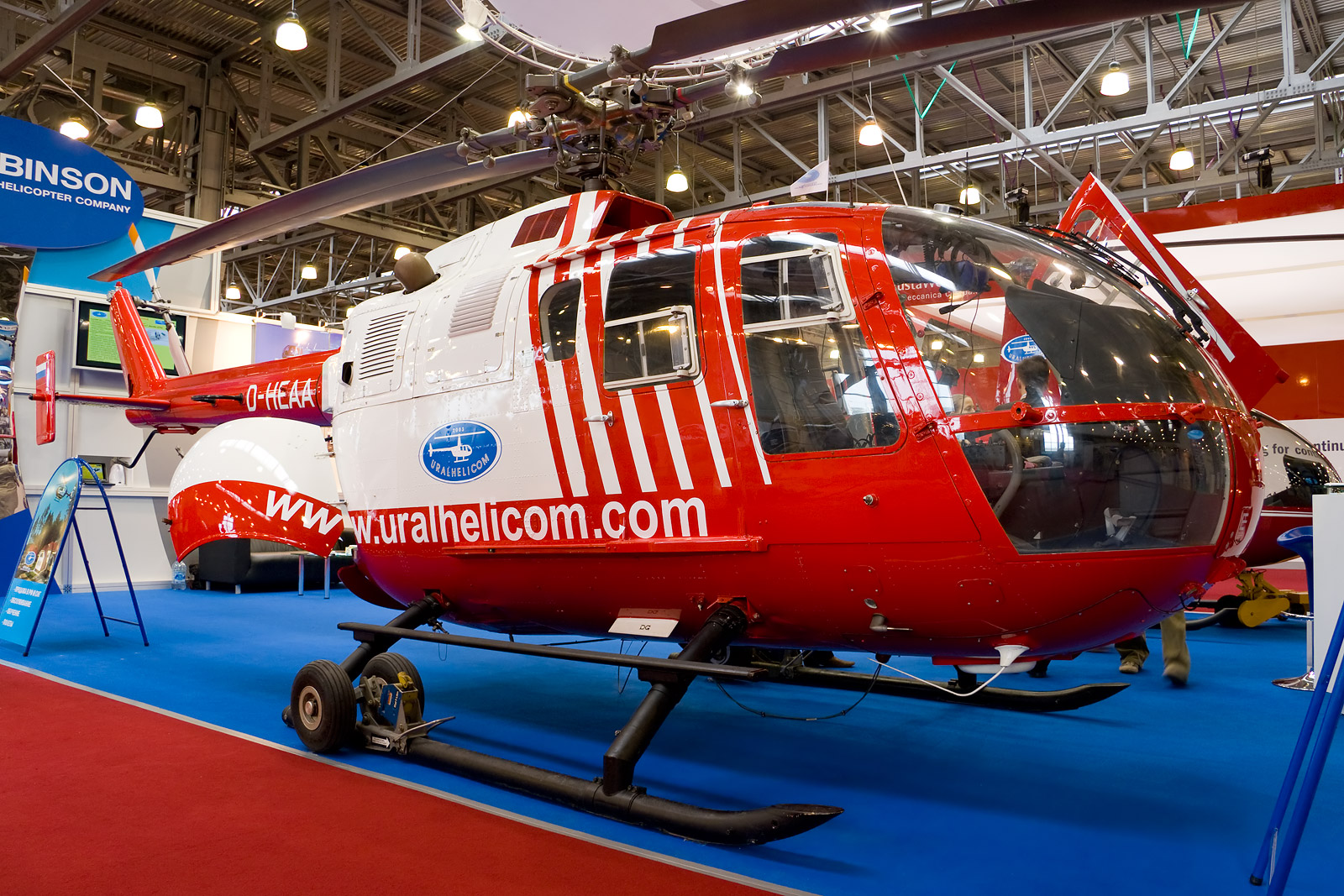

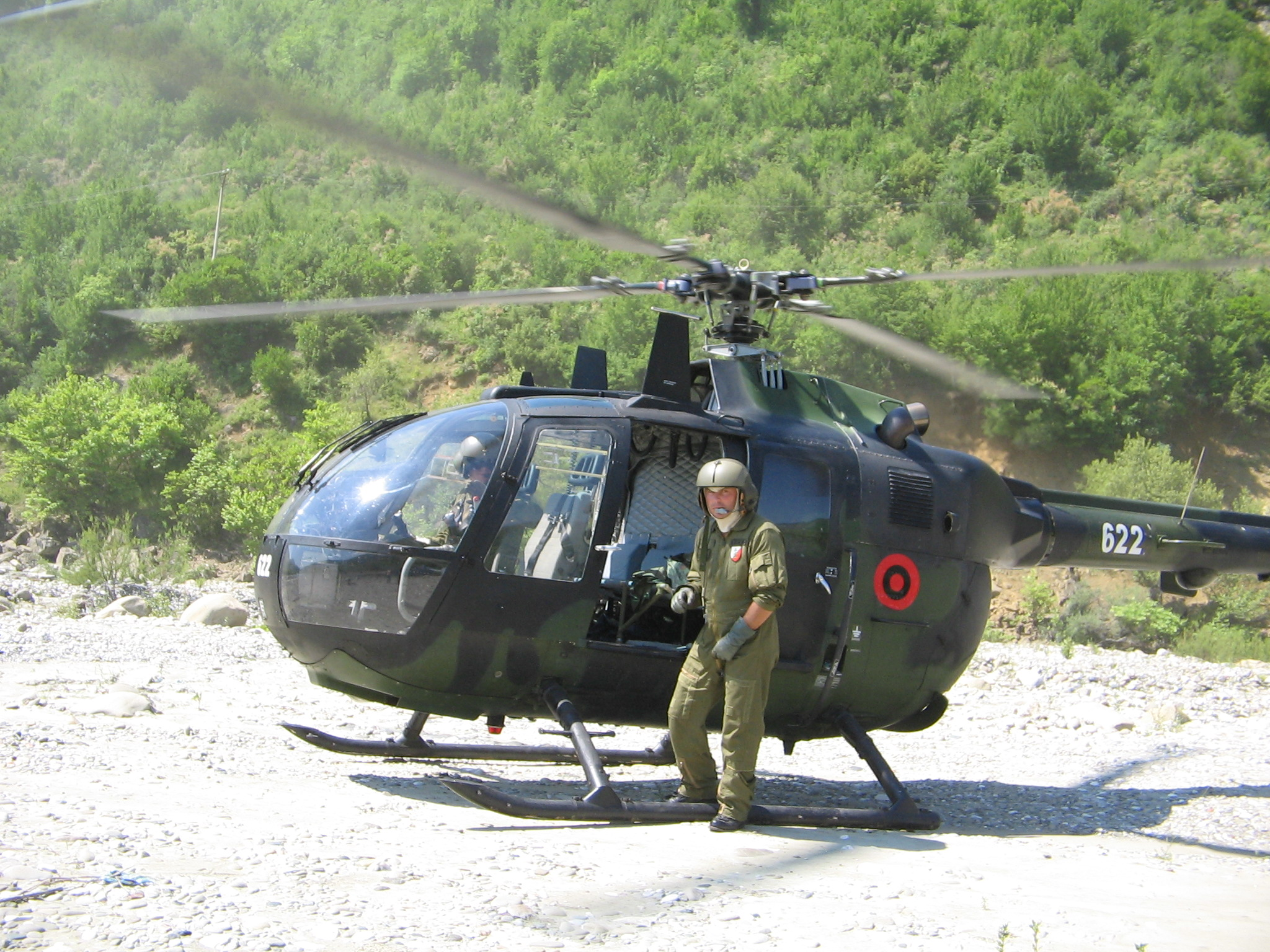

-  ألبانيا.

-  البحرين.

-  بروناي.

-  تشيلي.

-  كولومبيا.

-  المانيا.

-  اندونيسيا.

-  العراق«سابقا».

-  هولندا.

-  نيجيريا.

-  بيرو.

-  الفلبين.

-  سيراليون.

-  اسبانيا.

-  كوريا الجنوبية.

-  السويد.

-  ترينيداد وتوباغو.

-  الامارات.

-  الأوروغواي.